# Земля Бунге

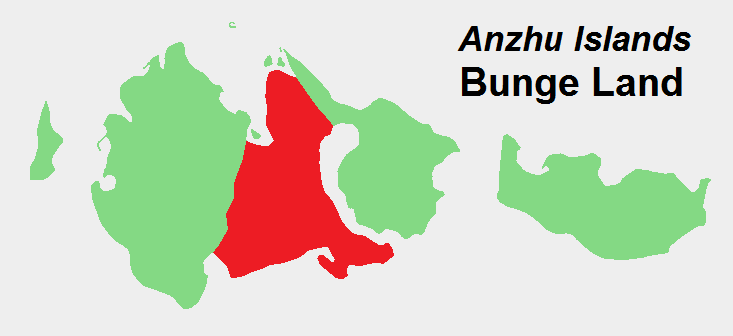
Расположение Земли Бунге на островах Анжу.

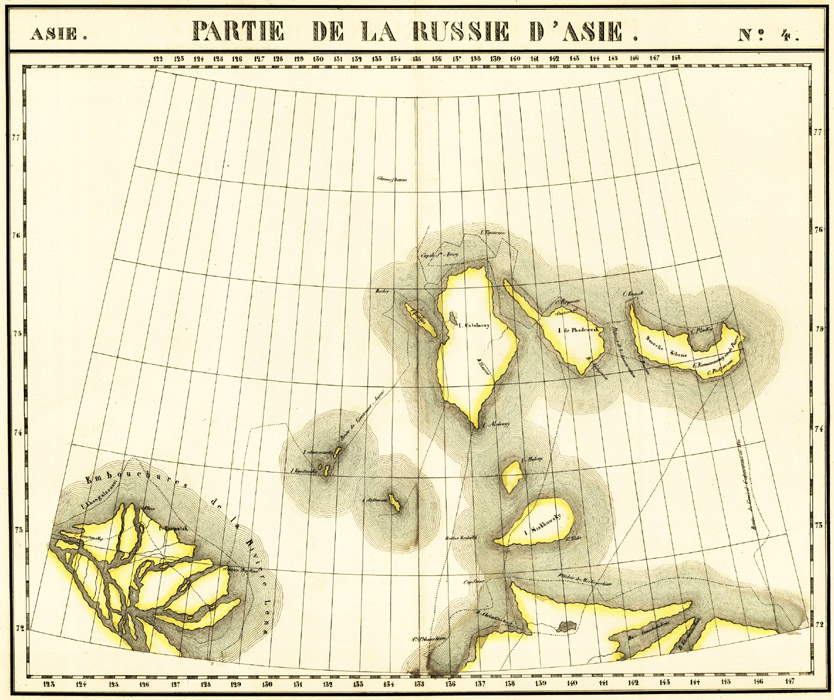
Карта Новосибирских островов (Филипп Вандермелен «Карта Азиатской России», ок.1820). Земля Бунге ещё не была открыта, потому Фаддеевский и Котельный отображены отдельными островами.

Земля́ Бу́нге (якут. Бунге сирэ) — участок суши между основной частью острова Котельный и полуостровом Фаддеевский в группе островов Анжу архипелага Новосибирские острова, Якутия, Россия. Представляет собой песчаную слаборасчленённую равнину с вкраплениями тундрово-болотных почв. Площадь — 6,2 тыс. км².
Названа в честь Александра Александровича Бунге, русского зоолога, участника географических экспедиций в 1880-х годах, сына Александра Андреевича Бунге. Земля Бунге была открыта промышленником Яковом Санниковым в 1811 году, который называл её якутским именем Улахан-Кумах или «Страной большого песка».
Земля Бунге входит в состав охранной зоны Государственного природного заповедника «Усть-Ленский». На юго-восточной возвышенной части расположена полярная станция Земля Бунге. Постоянное население отсутствует.

## География
На западе Земля Бунге соединяется с частью, обозначаемой на старых картах как остров Котельный, на востоке её омывает залив Геденштрома (Восточно-Сибирское море), севернее которого смыкается со Стрелкой Анжу. Омывается на юге проливом Санникова, отделяющим Землю Бунге от острова Малый Ляховский. На берегу пролива расположена губа Большая. На севере находится губа Драгоценная.
Наиболее высокая точка Земли Бунге 58 метров расположена на возвышенности Евсекю-Булгуннях в центральной части, которая сложена коренными породами Котельного и не относится к песчаной равнине. На юге находится одноименная возвышенность Земля Бунге, почвы которой также не песчаные, а болотистые. Сама песчаная равнина отличается исключительно ровным рельефом с абсолютными высотами не более 8 метров. В её пределах отсутствуют речная система и следы современной водной эрозииприм1, а также отсутствуют озёра, за исключением двух водоёмов размером свыше километра — озёра Глубокое и Карахастах расположены в южной и юго-восточной части равнины. При отсутствии постоянных водотоков, в песчаной пустыне образуются широкие ложбины стока талой воды в летний период, в приграничных с ней районах речная система развита. Крупнейшие озера Котельного Евсекю-Кюель и Мелкое являются сопряженными с пустыней водоёмами, то есть одно из их побережий ограничено песчаной равниной. Вдоль юго-западной границы равнины протекает Балыктах (Царёва), самая крупная река Котельного протяжённостью 205 км. Так как большое количество небольших рек имеют русла, исходящие из песчаной равнины, а сопряженные с пустыней озёра часто не имеют видимых рек, осуществляющих приток или отток воды, то равнина земли Бунге осуществляет активный обмен водой с гидросистемой Котельного. Несмотря на широкое распространение вечной мерзлоты на острове, подповерхностный водообмен с пустыней осуществляется по крайней мере в случае тех сопряженных озёр, которые не имеют вытекающих рек (например, озеро Евсекю-Кюель).
Наблюдается и современная динамика ландшафтов, в том числе изменения очертаний побережий (в первую очередь северного) Земли Бунге, где в условиях мелководья прилегающих акваторий граница суши и моря неустойчива.

## Происхождение

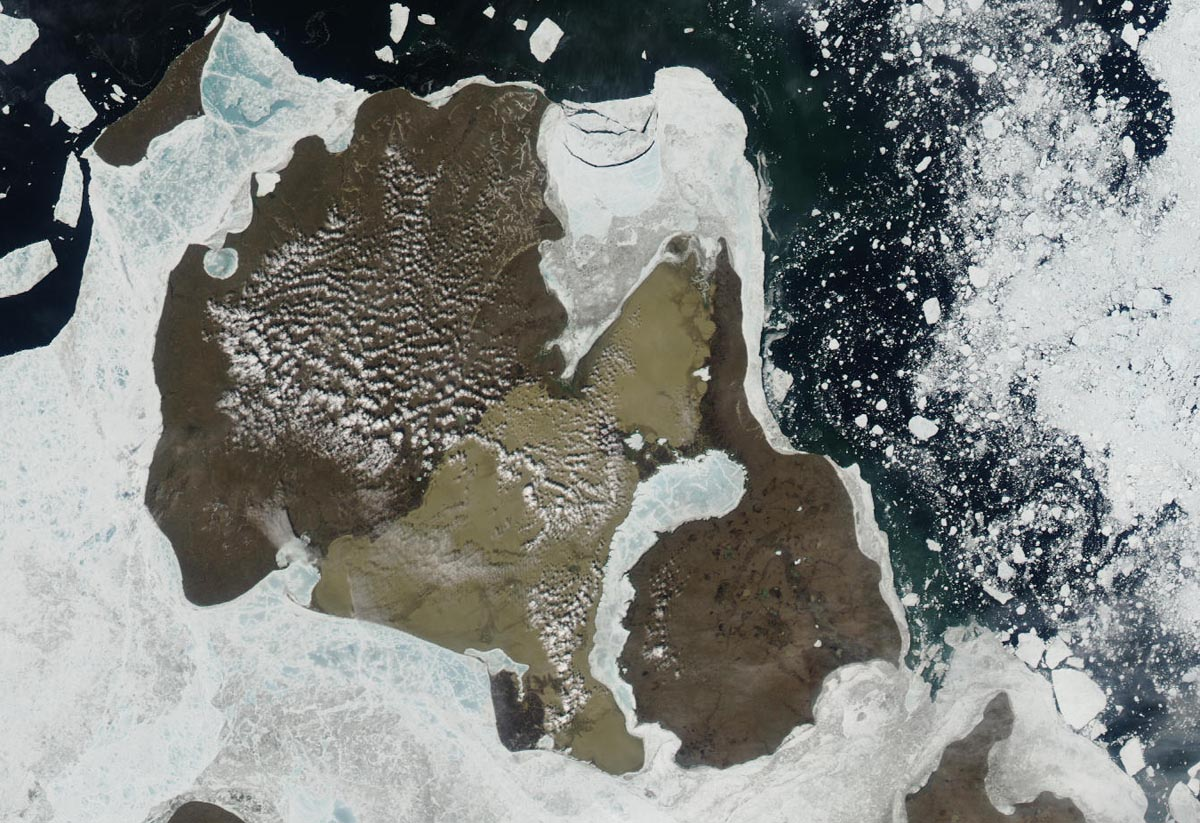
Вид со спутника. Земля Бунге в центре,
между Котельным и Фаддеевским.

Согласно геологическим исследованиям 1960-х годов, в районе современной Земли Бунге расположена Новосибирская внутренняя впадина. Складчатые движения проявлялись неоднократно, наиболее интенсивные происходили в ранне-меловой период, с неогена изменения были незначительными. В связи с малой высотой песчаной равнины и мелководностью акватории моря на юге, её эволюция зависела от изменения уровня моря в разные исторические периоды. Современная территория Новосибирских островов и окружающие акватории развивались как часть материка, пока 9 тыс. лет до н. э. в результате морской трансгрессии большая часть прежней суши не была затоплена. Большую часть последующего времени уровни моря были несколько ниже современных, только ок. 2 тыс. лет до н. э. было временное повышение уровня моря, сменившееся его возвращением к уровням, близким к современному. Примерно в VIII—IX веках н. э. произошло временное повышение уровня моря на 6—7 м. В этот период большая часть современной Земли Бунге была затоплена. После возвращения уровня моря к современному уровню (не более 800 лет назад) обнажилась часть морского дна, которая в настоящее время и представляет собой песчаный массив Земли Бунге. За прошедшие века на данной территории развивались эоловые и эрозионные процессы, формировались многолетнемёрзлые грунты.
По исследованиям барона Толля, в новейшее время обнаружено было, что на Новосибирских островах, а в том числе и на острове Фаддеевском, существовали ледники, чему, по его мнению, служит доказательством соединяющий острова Фаддеевского и Котельный так называемый «песок». По словам барона Толля, эта своеобразная область представляла собой в 1886 году печальную песчаную пустыню, растительности которой едва достаточно было прокормить его оленей на один день.

## Мифология
В пределах центральной возвышенности Евсекю-Булгуннях из плоской, покрытой песком равнины поднимается ряд параллельных холмов, высотой от 5 до 10 метров. Один из этих холмов (по-якутски «булганьяк») — самый южный — известен у всех промышленников под именем Евсекю-Булгуннях, про который существует легенда, что на нём было гнездо исполинской двухголовой птицы Ёксёкю. Ядро этого холма состоит из хряща и голышей, и его покрывает слоистый песок. Длина этого холма, простирающегося от севера к югу, составляет до 35 или 40 метров. Образование этого холма барон Толль причисляет к ледниковым.

## Экологические проблемы
Территория равнины засорена бочкотарой и прочим металлоломом, строительным мусором, оставшимся от ныне заброшенной полярной станции.
В сентябре 2004 года над Землёй Бунге во время транспортировки вертолётом был произведён аварийный сброс двух подлежащих утилизации РИТЭГов. В результате падения на землю была нарушена целостность внешней радиационной защиты корпусов аппаратов. На высоте 10 метров над упавшими РИТЭГами мощность дозы гамма-излучения составила 4 мЗв в час. Поверхностное радиоактивное загрязнение местности не обнаружено.
В конце августа 2005 года авария была устранена, РИТЭГи были вывезены с места падения и отправлены на утилизацию.

## В литературе
- В рассказе Виктора Конецкого «Петр Ниточкин к вопросу о психической несовместимости», предположительно, незатапливаемая возвышенность на юго-востоке называлась «Землей Унге», а песчаная равнина по итогам была названа «песчаной банкой Саг-Сагайло»[12].